# 牛角灣
牛角灣是香港一個過去存在的海灣，位於新界青衣島西北，經填海後現時為香港水泥廠房所在地，附近的主要道路包括青衣北岸公路及汀九橋。